# Зайчен

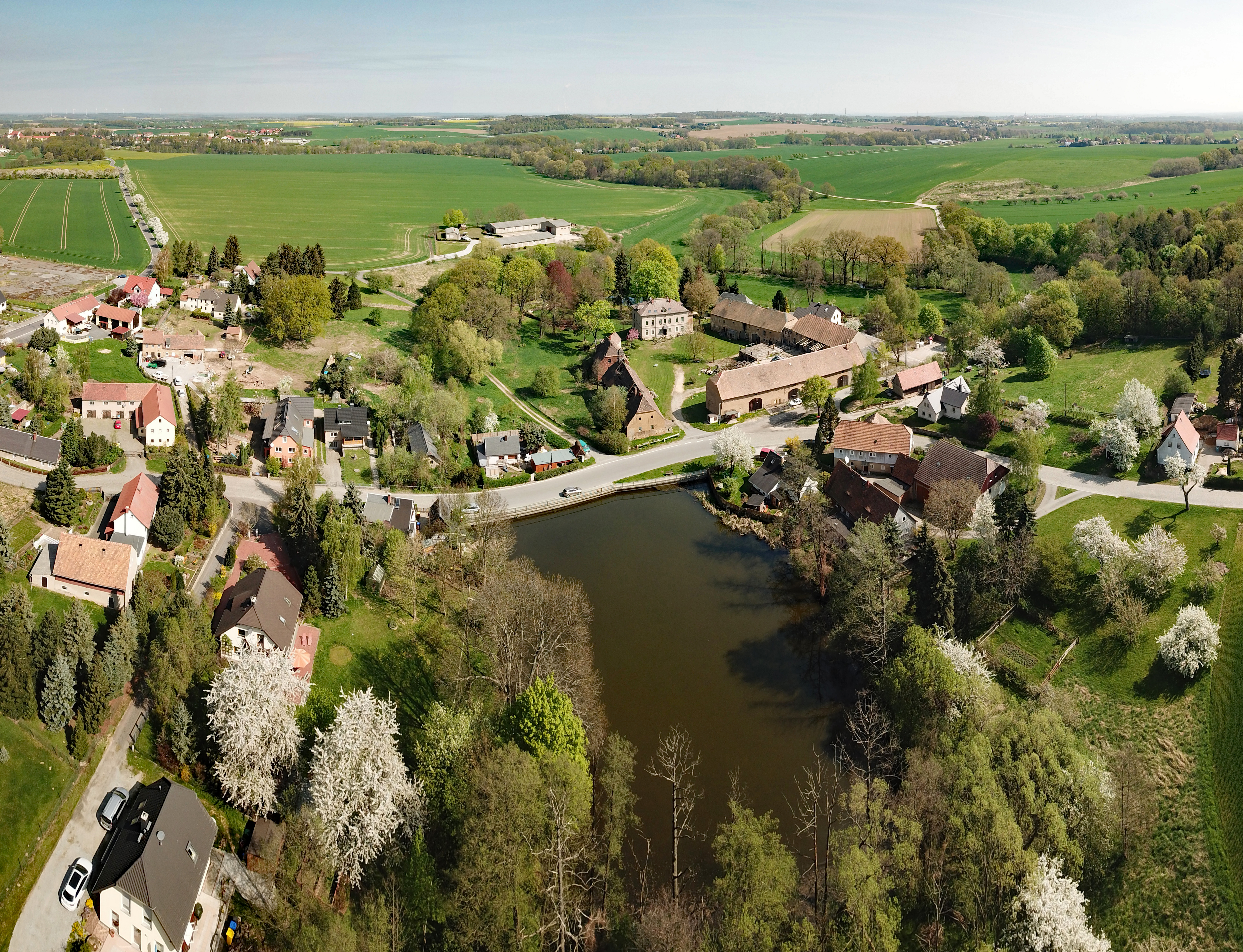

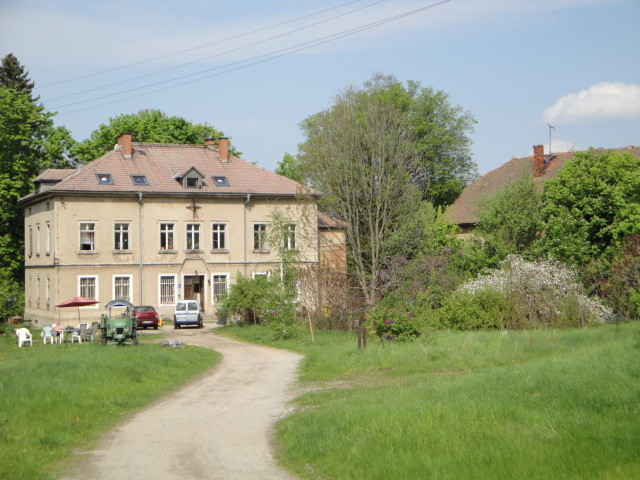
Бывшая усадьба. Памятник культуры и истории земли Саксония

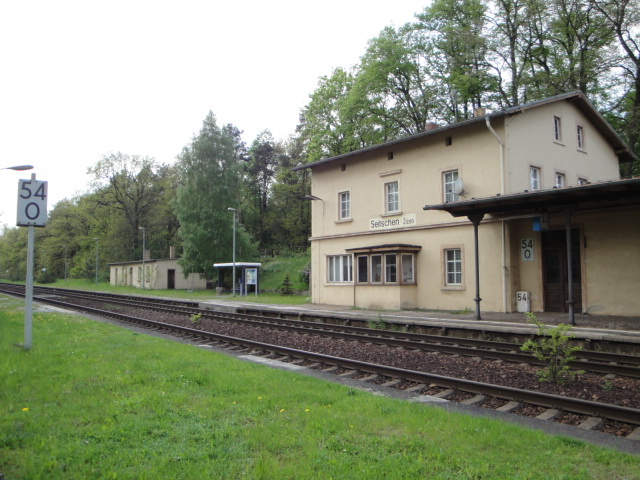
Железнодорожная станция. Памятник культуры и истории земли Саксония

За́йчен или Жи́чень (нем. Seitschen; в.-луж. Žičeńо файле) — деревня в Верхней Лужице, Германия. Входит в состав коммуны Гёда района Баутцен в земле Саксония. Подчиняется административному округу Дрезден.
Считается самой древней деревней из известных сельских населённых пунктов Верхней Лужицы.

## География
Деревня имеет древнеславянскую круговую структуру построения жилых домов с площадью в центре. Находится на левом берегу реки Ланге-Вассер (Долга-Вода).
Соседние населённые пункты: на севере — административный центр коммуны Гёда, на северо-востоке — деревня Преске, на востоке — деревни Клайнфёрстхен и Зибиц, на юге — Брёзанг коммуны Добершау-Гаусиг и на западе — деревня Биркау.

## История
Впервые упоминается в 1017 году под наименованием Sciciani.
До 1936 по 1974 была самостоятельной коммуной с деревней Мала-Борщ. С 1974 года входит в современную коммуну Гёда.
В настоящее время деревня входит в состав культурно-территориальной автономии «Лужицкая поселенческая область», на территории которой действуют законодательные акты земель Саксонии и Бранденбурга, содействующие сохранению лужицких языков и культуры лужичан.
Исторические немецкие наименования:
- Sciciani, 1017
- Cziczani, 1018
- Schizani, 1091
- Sycene, 1225
- Sizen, 1241
- Theodericus de Zitzin, 1276
- Maior Siczen, Maior Zychen, 1374
- Zeitzan magna, 1419
- Syczan, 1423
- Seitschen, 1440
- Magna Syczen, 1447
- Zitzan magna, XV
- Groß Seitzschen, 1658
- Großseitschen, 1875

## Население
Официальным языком в населённом пункте, помимо немецкого, является также верхнелужицкий язык.
Согласно статистическому сочинению «Dodawki k statisticy a etnografiji łužickich Serbow» Арношта Муки в 1884 году в деревне проживало 236 человек (из них — 201 серболужичанин (85 %)).
Лужицкий демограф Арношт Черник в своём сочинении «Die Entwicklung der sorbischen Bevölkerung» указывает, что в 1956 году при общей численности в 504 человека серболужицкое население деревни составляло 21,6 % (из них верхнелужицким языком активно владело 70 человек, 18 — пассивно и 21 несовершеннолетний владели языком).
| 1834 | 1871 | 1890 | 1910 | 1925 | 2011 | 2016 |
| ---- | ---- | ---- | ---- | ---- | ---- | ---- |
| 145  | 188  | 195  | 218  | 220  | 193  | 204  |

## Достопримечательности
Памятники культуры и истории земли Саксония
- Бывшая усадьба, вторая половина XVII века (№ 09302746);
- Мост через реку Шварцвассер, XIX век (№ 09250701);
- Виадук через железнодорожную линию Гёрлиц — Дрезден, 1850 год (№ 09254341);
- Вилла, ул. Bahnhofstraße 1, 1910 (№ 09250291);
- Железнодорожная станция, 1880 год (№ 09302879);
- Каменный дорожный указатель, около дома 22 по ул. Hauptstraße, 1850 год (№ 09250275);
- Жилой дом с прилегающим южным входом и сараем напротив, ул. Hauptstraße 20, 1773 год (№ 09250276);
- Жилой дом, ул. Hauptstraße 22, 1773 год (№ 09250277);
- Жилой дом, ул. Hauptstraße 9, 1800 год (№ 09250271);
- Жилой дом, ул. Bahnhofstraße 6, 1900 год (№ 09250292);
- Каменный крест около железнодорожной станции, 1903 год (№ 09250744).

## Известные жители и уроженцы
- Петр Млонк (1805—1887) — серболужицкий общественный деятель, публицист и поэт